# Quinto hueso metatarsiano
El quinto hueso metatarsiano es un hueso largo del pie, y es palpable a lo largo de los bordes externos distales de los pies. Es el segundo más pequeño de los cinco huesos metatarsianos. El quinto metatarsiano es análogo al quinto hueso metacarpiano de la mano
Al igual que los otros cuatro huesos metatarsianos, puede dividirse en tres partes: base, cuerpo y cabeza.
La base es la parte más cercana al tobillo y la cabeza es la más cercana a los dedos del pie. La parte estrecha del centro se denomina cuerpo (o eje) del hueso. El hueso es algo plano, por lo que tiene dos superficies: la plantar (hacia la planta del pie) y la dorsal (la zona que mira hacia arriba al estar de pie). Estas superficies son rugosas para la fijación de los ligamentos. El hueso está curvado longitudinalmente, de modo que es cóncavo por debajo y ligeramente convexo por encima.
La base se articula por detrás, mediante una superficie triangular cortada oblicuamente en sentido transversal, con el cuboides; y medialmente, con el cuarto metatarsiano. El quinto metatarsiano tiene una eminencia rugosa en la cara lateral de su base, conocida como tuberosidad o apófisis estiloide. La superficie plantar de la base está estriada para el tendón del músculo abductor del meñique.
La cabeza se articula con la quinta falange proximal, el primer hueso del quinto dedo.
Una fuerte banda de la aponeurosis plantar conecta la parte saliente de la tuberosidad con la apófisis lateral de la tuberosidad del calcáneo. 

## Fracturas proximales
Las fracturas proximales del quinto metatarsiano son frecuentes y se distinguen por su localización:
- La fractura de la diáfisis proximal suele ser una fractura por estrés, comúnmente entre los atletas.[3][4]
- La fractura de la metáfisis también se denomina fractura de Jones. Debido a la escasa irrigación sanguínea en esta zona, este tipo de fractura a veces no se cura y es necesario operar.[5]
- La fractura de tuberosidad también se denomina pseudofractura de Jones o fractura de bailarina.[6] Suele ser una fractura por arrancamiento.[7]

La anatomía normal que puede simular una fractura incluye principalmente:
- La "apófisis", que es el centro de osificación secundario del hueso, y normalmente está presente entre los 10 y los 16 años de edad.[8]
- Os vesalianum, un hueso accesorio que está presente entre el 0,1 y el 1% de la población.[9]

## Fijaciones musculares
El tendón del fibularis tertius se inserta en la parte medial de la superficie dorsal y el fibularis brevis en la superficie dorsal de la tuberosidad.
La superficie plantar de la base está estriada para el tendón del abductor digiti quinti, y da origen al flexor digiti minimi brevis.
El cuarto músculo interóseo dorsal se origina en el lado medial del eje. La función del músculo es extender los dedos de los pies.
El tercer músculo interóseo plantar se origina en la cara medial de la base y el eje del quinto metatarsiano. La función del músculo es mover el cuarto dedo medialmente y juntar los dedos.
La cabeza horizontal del aductor del dedo gordo del ligamento metatarsiano transversal profundo, una banda estrecha que atraviesa y conecta las cabezas de todos los huesos metatarsianos.
| Músculo                                      | Dirección | Fijación                                    |
| -------------------------------------------- | --------- | ------------------------------------------- |
| Fibularis terciario                          | Inserción | Lado dorsal de la base                      |
| Fibularis brevis                             | Inserción | Tuberosidad                                 |
| Flexor digiti minimi brevis                  | Origen    | Superficie plantar de la base               |
| Interóseo dorsal IV                          | Origen    | Lado medial del eje                         |
| Interóseos plantares III                     | Origen    | Lado medial de la base y el eje             |
| Cabeza horizontal del aductor del dedo gordo | Origen    | Ligamento metatarsiano transversal profundo |

## Imágenes adicionales

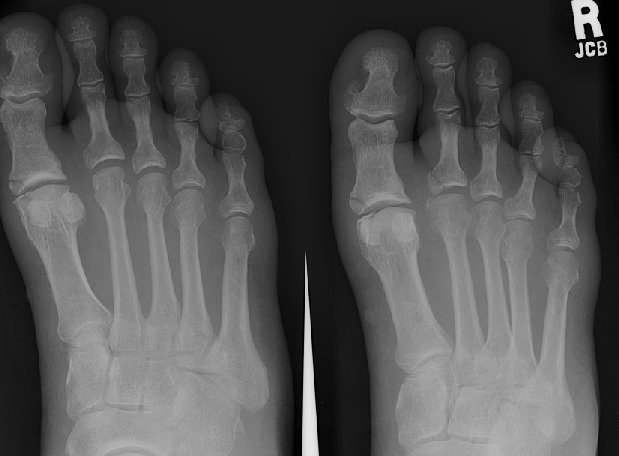
Radiografía del pie, que muestra fractura de falange
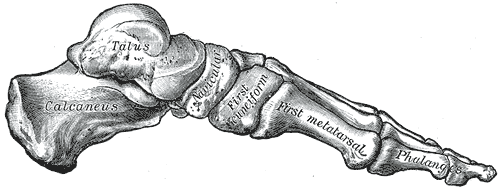
Esqueleto de pie. Aspecto medial.
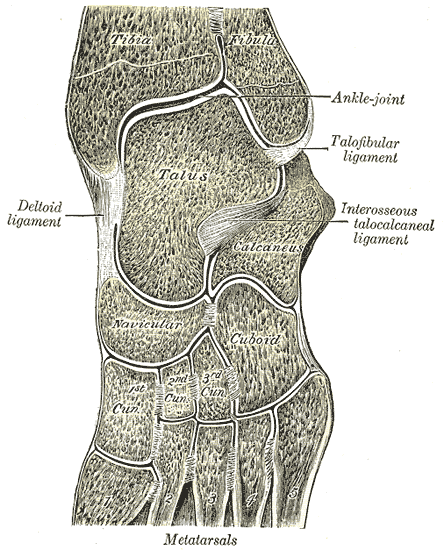
Sección oblicua de las articulaciones intertarsal y tarsometatarsal izquierdas, mostrando las cavidades sinoviales.
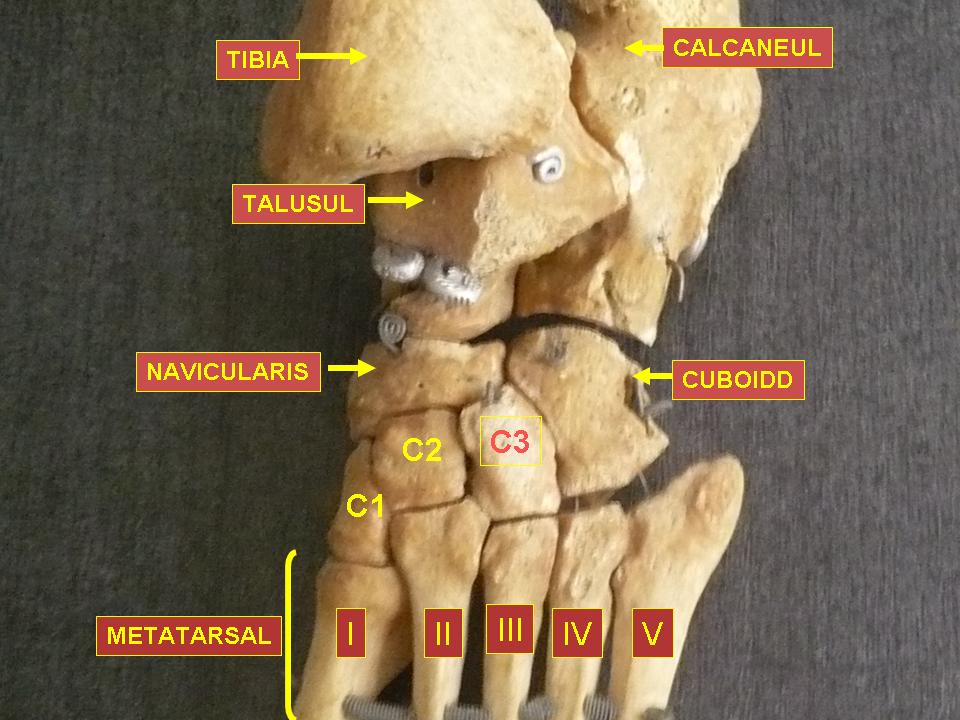
Huesos del pie: tarso, metatarso
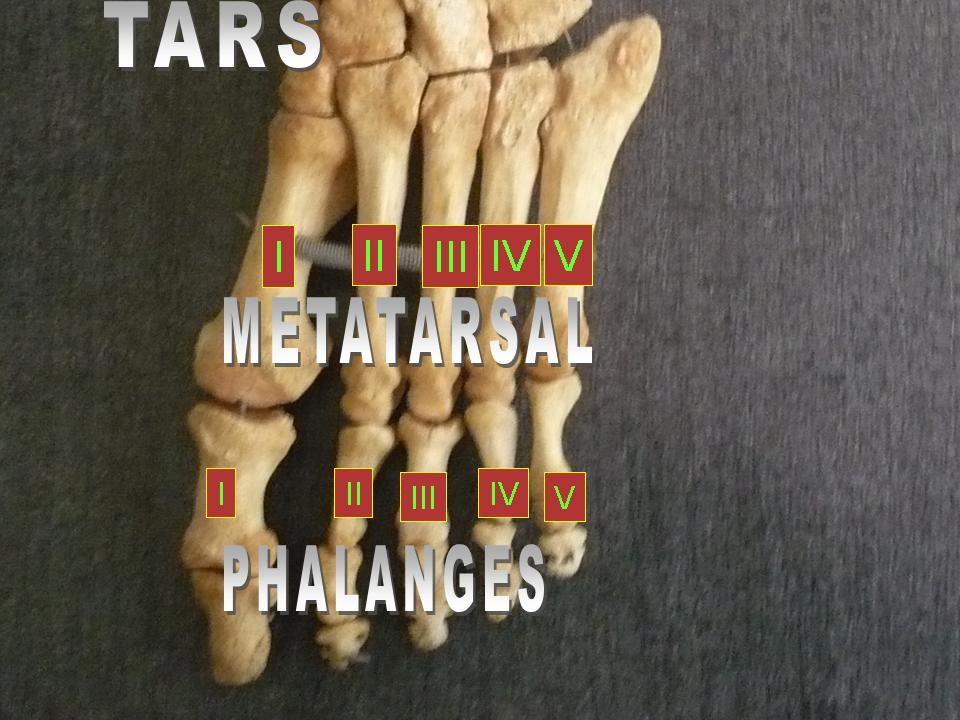
Huesos del pie: metatarso y falanges
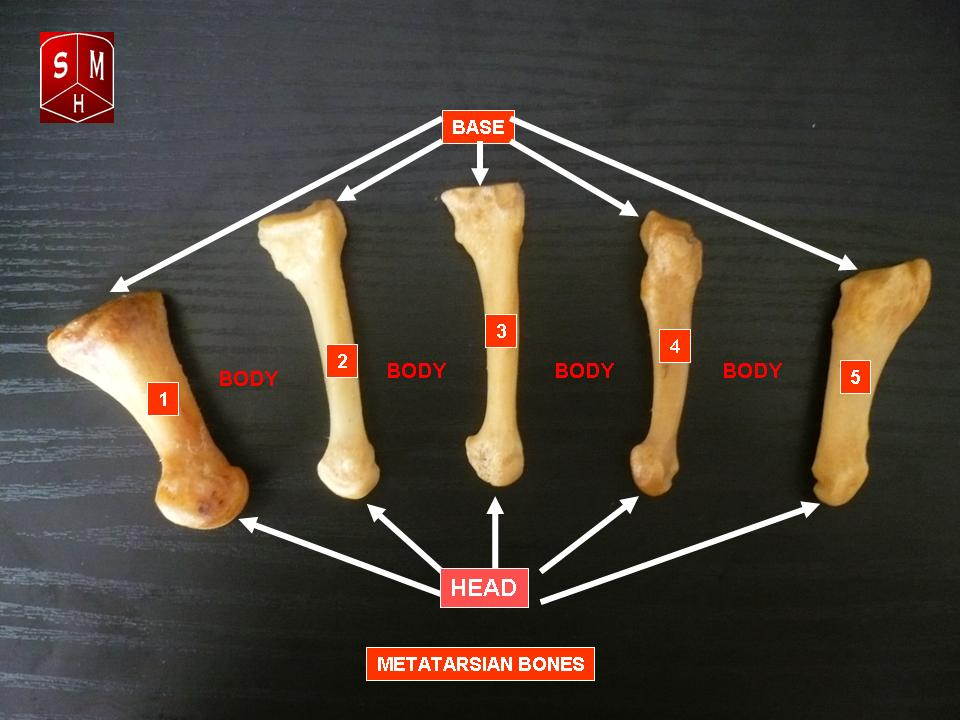
Metatarso